# С.Д. Джонс
Конрад Ефраїм (30 березня 1945 - 26 жовтня 2008) - антигуанський професійний реслер, найбільш відомий під своїм ринговим ім'ям Спеціальна Доставка Джонс або С. Д. Джонс (іноді його називають С. Д. "Спеціальна Доставка" Джонс) з часу його виступів (1974-1990) у Світовій Федерації Реслінгу (WWF, тепер WWE). Він також виступав у Jim Crockett Promotions та у Національному Альянсі Реслінгу (NWA) і тричі вигравав Американське Командне Чемпіонство NWA. Член Зали слави WWE з 2019 року.